# Henri Dropsy
Henri Dropsy (* 21. Januar 1885 in Paris; † 2. November 1969 in Veneux-les-Sablons, Département Seine-et-Marne) war ein französischer Bildhauer und Medailleur.

## Leben
Henri Dropsy war der Sohn des Graveurs Jean Baptiste Émile (1848–1923), der wiederum einer Steinmetzfamilie entstammte. Henris Bruder war der Bildhauer und Medailleur Lucien-Émile Dropsy (1886–1915).
Henri begann seine Ausbildung 1898 im Atelier seines Vaters. Zwei Jahre später trat er in die École des Beaux-Arts in Paris ein. Dort war er unter anderem Schüler der Bildhauer und Medailleure Gabriel-Jules Thomas, Frédéric de Vernon, Jean-Antoine Injalbert und Henri-Auguste Patey.
1908 erhielt Dropsy mit dem Zweiten Grand Prix de Rome in der Klasse der Graveure und Medailleure seine erste bedeutende Auszeichnung. Als Mitglied der Société des Artistes Français wurde er 1914 mit einer Silbermedaille und 1921 mit einer Goldmedaille des Salon des artistes français geehrt. 1922 erhielt er ein staatliches Stipendium für eine Reise nach Italien, Algerien und Tunesien. Bei den Olympischen Sommerspielen 1924 in Paris nahm Dropsy im Bereich Bildhauerkunst am Wettbewerb teil, ohne sich platzieren zu können. Bereits 1928 wurde er Ritter der Ehrenlegion und 1929 erhielt er auf dem Salon des artistes français die Ehrenmedaille.
1930 wurde Dropsy an seiner Ausbildungsstätte, der École Nationale Supérieure des Beaux-Arts, Professor des Ateliers für Medaillengestaltung. Diese Lehrtätigkeit unterbrach er 1947 bis 1948 für ein Jahr, in dem er an der École des Beaux-Arts in Kairo lehrte. 1955 wurde er von der École Nationale Supérieure des Beaux-Arts emeritiert.
1937 wurde Dropsy in den Conseil Supérieur de l’Enseignement des Beaux-Arts berufen. Schließlich wurde er im Januar 1942 in die Académie des Beaux-Arts gewählt, wo er in der Sektion Gravure den Sitz des verstorbenen Medailleurs Louis-Alexandre Bottée übernahm. Im selben Jahr wurde er Mitglied des Comité d’Organisation des Arts Graphiques et Plastiques, einem der zahlreichen Organisationskomitees, die unter dem Vichy-Regime auf nationaler Ebene zur Kontrolle von Wirtschaft, Industrie und Kultur eingerichtet wurden.
Die Monnaie de Paris ehrte Dropsy und seine fünfzigjährige Tätigkeit als Medailleur 1964 mit einer Ausstellung. Dropsy starb fünf Jahre später im Alter von 88 Jahren. Das geldgeschichtliche Museum der Monnaie de Paris besitzt die umfangreichste Sammlung seiner Werke.